# Королівське серце
«Королівське серце» — ювелірна робота іспанського художника Сальвадора Далі, створена у 1953 році. Знаходиться в Театрі-музеї Сальвадора Далі, Фігерас (Іспанія).
До 1999 року ювелірна робота входила до приватної колекції Оуена Четема, доки не була викуплена фондом Гала-Сальвадор Далі. У теперішній час «Королівське серце» є найяскравішим предметом колекції фонду.
Для Далі дорогоцінності були не простим способом самовираження — він намагався втілити в них не лише усю свою майстерність, але й власний спосіб мислення та творчу еволюцію. Про це він написав:
|  | Пульсуючі рубіни уособлюють королеву, чиє серце завжди б'ється заради народу. Серце з чистого золота символізує народ, який оберігає та захищає свою господиню. |